# Eupithecia russeola
Eupithecia russeola là một loài bướm đêm trong họ Geometridae.